# هينلي غراي
هينلي غراي (بالإنجليزية: Henley Gray)‏ هو مهندس أمريكي، ولد في 12 يناير 1933 في روما في الولايات المتحدة.